# Trigona guianae
Trigona guianae é uma abelha social da tribo meliponini.